# Lédignan
Lédignan é uma comuna francesa na região administrativa de Occitânia, no departamento de Gard. Estende-se por uma área de 6,93 km². Em 2010 a comuna tinha 1 496 habitantes (densidade: 215,9 hab./km²).